# I Portali
I Portali è un complesso di due grattacieli a Milano.

## Storia
Il complesso è stato sviluppato da COIMA e progettato dallo studio degli architetti Antonio Citterio e Patricia Viel.  A luglio 2022 è stato reso noto che la torre più alta ospiterà la nuova sede degli uffici dell'azienda di revisione e consulenza KPMG. La fine dei lavori è prevista per il secondo quadrimestre del 2025.

## Descrizione
Il complesso è composto da due edifici, Est e Ovest. La torre più alta dovrebbe raggiungere un'altezza di 100 metri per 24 piani. Il suo corpo di fabbrica dovrebbe essere composto da due volumetrie principali di diversa altezza che mantengono invariata la loro sagoma per tutto lo sviluppo verticale, e disposte perpendicolarmente alla via Melchiorre Gioia.
Le facciate integrano un rivestimento con pannelli fotovoltaici per la produzione di energia.
L'edificio disporrà dei primi ascensori con due cabine indipendenti nello stesso vano in Italia, che permettono un miglioramento dei tempi di attesa e dell'utilizzo dello spazio interno.

## Trasporti
- Gioia